# Lambda Equulei
Lambda Equulei (λ Equulei, förkortat Lambda Equ, λ Equ) som är stjärnans Bayerbeteckning, är en dubbelstjärna belägen i den västra delen av stjärnbilden Lilla hästen. Den har en kombinerad skenbar magnitud på 6,70 och är mycket svagt synlig för blotta ögat där ljusföroreningar ej förekommer. Baserat på parallaxmätning inom Hipparcosuppdraget på ca 12,4 mas, beräknas den befinna sig på ett avstånd på ca 260 ljusår (ca 81 parsek) från solen.

## Egenskaper
Primärstjärnan Lambda Equulei A är en gul till vit stjärna i huvudserien av spektralklass F6 V. Den har en massa som är ca 1,7 gånger större än solens massa, en radie som är ca 3 gånger större än solens och utsänder från dess fotosfär ca 11 gånger mera energi än solen vid en effektiv temperatur på ca 6 600 K.
År 2015 hade följeslagaren en vinkelseparation från primärstjärnan på 2,90 bågsekunder vid en positionsvinkel av 213°.